# Organisation des industries de l'aviation (Iran)
L'organisation des industries de l'aviation (en anglais Iran Aviation Industries Organization ou  (IAIO) (en persan : سازمان صنایع هوایی ایران) est une société d'État iranienne créée en 1966 dans le but de planifier, de contrôler et de gérer les activités civiles et militaires de l’industrie aéronautique du pays.
Elle agit à la fois en tant que fabricant d'avions et des pièces dans le domaine aéronautique, et en tant que conglomérat, détenant d'autres sociétés d'aviation publiques iraniennes. L'IAIO est notamment la société mère des entités publiques HESA (fabrication d'aéronefs), SAHA (maintenance d'aéronefs et motorisation), PANHA (fabrication d'hélicoptère). Ces organisations ont des rôles différents et complémentaires dans l'aérospatiale iranienne et l'aviation civile iranienne.
Son siège social est situé dans la banlieue de Lavizan à Téhéran et emploie plus de 10 000 personnes dans 13 grandes usines.  En plus de ses travaux aérospatiaux, l'IAIO est fortement impliquée dans le programme de missiles balistiques de l'Iran.

## Description
L'IAIO agit en tant que coordonnateur, avec pour objectif de promouvoir une industrie aéronautique iranienne indépendante des fournisseurs étrangers, dans un contexte d'isolement diplomatique et économique du pays.
Elle a notamment accompagné le développement des programmes d'avions militaires, autour des modèles Azarakash, Saeqeh et Kowsar, conçus et fabriqués localement, ainsi que la production d'hélicoptères, de turbopropulseurs et d'avions de passager.